# 秋收起义修水纪念馆
秋收起义修水纪念馆是江西省九江市修水县的一座紀念館。是第二批全国爱国主义教育示范基地——秋收起义纪念地的项目之一，亦是国家三级博物馆。
1977年时值秋收起义五十周年。当年9月，秋收起义修水纪念馆建成。同时，当地维修了工农革命军第一军第一师师部和一团团部旧址，对外开放。秋收起义参与者、曾任全国政协副主席的何长工题写纪念馆馆名。纪念馆占地2000余平方米，展线160米，有革命文物328件，其中国家一级文物7件，管辖全县草命旧址28处。馆内陈列重点反映湘赣边界秋收起义爆发背景，工农革命军第一军第一师的组建等史实。
1995年6月、2001年6月、2001年11月，秋收起义修水纪念馆分别被九江市人民政府、中共中央宣传部、中共江西省委、江西省人民政府授名为“爱国主义教育示范基地”，以及第一批“全国红色旅游经典景区”、国家三级博物馆、首批“国家国防教育示范基地”、中国井冈山干部学院“现场教学点”。